# サラ・ダーウィン

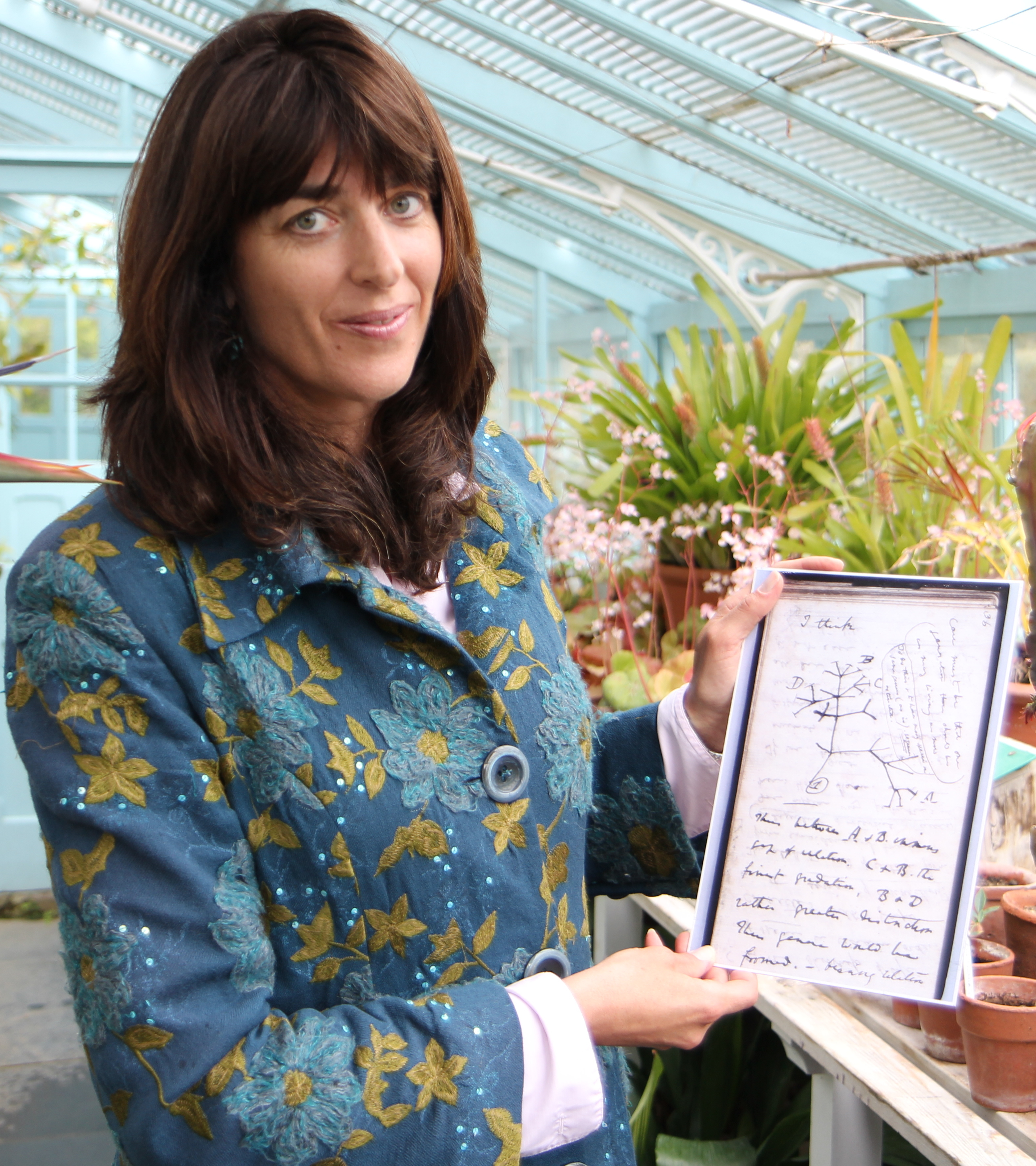
サラ・ダーウィン（2012年）

サラ・キャサリン・ダーウィン（Sarah Catherine Darwin FLS、1964年4月1日 - ）は、イギリスの植物学者である。

## 経歴・人物
1964年4月1日にロンドンで生まれた。父は冶金学者のジョージ・エラスムス・ダーウィンである。自然保護活動家のクリス・ダーウィンは兄である。進化論を提唱したチャールズ・ダーウィンの玄孫にあたる（チャールズ－ジョージ・ハワード（数学者・天文学者）－ウィリアム・ロバート（株式仲買人）－ジョージ・エラスムス－サラ）。
ダーウィンが初めてガラパゴス諸島を訪れたのは、1995年に休暇で父と兄クリスと共に来たときだった。その後、この諸島のフィールドガイド向けの植物図鑑を作成するため、同諸島に長期滞在した。現在、ガラパゴス自然保護トラストのアンバサダーを務めている。
1999年にレディング大学で植物学の学士号を、2009年にユニヴァーシティ・カレッジ・ロンドンでPh.D.を取得した。博士論文のタイトルは"The systematics and genetics of tomatoes on the Galápagos Islands"（ガラパゴス諸島のトマトの系統と遺伝学）であり、サンドラ・ナップ、ジェームズ・マレット、楊子恒の指導を受けた。
2003年、ドイツ人植物学者のヨハネス・フォーゲルと結婚し、レオ・エラスマス・ダーウィン・フォーゲル（2003年生）とジョサイア・アルジー・ダーウィン・フォーゲル（2005年生）の2人の息子をもうけた。
2009年、様々なメディアで、「ダーウィンの声が最もよく植物を成長させることが判明した」と報じられた。英国王立園芸協会が行った、植物に様々な声を聞かせ続ける実験で、チャールズ・ダーウィンの『種の起源』の一節をサラ・ダーウィンが朗読したものを聞かせ続けたトマトの苗が一番成長したという。
ダーウィンは2009年から2010年にかけて、オランダの公共放送局VPROのテレビ番組『ビーグル: ダーウィンの航海』に家族やレッドモンド・オハンロンらとともに出演し、帆船「スタッド・アムステルダム」でチャールズ・ダーウィンの帆船「ビーグル」による航海を再現する企画に参加した。